# Amatissa inornata
Amatissa inornata är en fjärilsart som beskrevs av Walker 1862. Amatissa inornata ingår i släktet Amatissa och familjen säckspinnare. Inga underarter finns listade i Catalogue of Life.